# Floyd of the Jungle
Floyd of the Jungle est un jeu vidéo de plateforme développé par Sid Meier et publié par MicroProse en 1983 sur Atari 8-bit avant d’être porté sur Commodore 64. Le joueur incarne Floyd, un habitant de la jungle qui tente de sauver sa bien-aimée. Le jeu est composé de cinq niveaux dans lesquels le joueur doit éviter les nombreux dangers de la jungle dont des pygmées, des plantes carnivores et des animaux sauvages. Il peut être joué par un à quatre joueurs dans trois niveaux de difficultés. Chaque niveau est composé de plusieurs plateformes reliées par des lianes. Le joueur contrôle son personnage à l’aide du joystick. Il peut ainsi le faire courir, sauter et escalader les lianes, mais aussi assommer les pygmées à l’aide de ses poings,.